# Helmut Braselmann
Julius Helmut Braselmann (Barmen, ma Wuppertal része, 1911. szeptember 18. – Wuppertal, 1993. február 23.) olimpiai- és világbajnok német kézilabdázó.
Részt vett az 1936. évi nyári olimpiai játékokon, amit Berlinben rendeztek. A kézilabdatornán játszott, amit a német válogatott meg is nyert. A csapat veretlenül lett bajnok és mindenkit nagy arányban győztek le.
Az 1938-as férfi kézilabda-világbajnokságon, amit szintén Németországban rendeztek meg, világbajnok lett.